# Lenkau
Lenkau (polnisch Łąki Kozielskie) ist ein Ort in der zweisprachigen Stadt- und Landgemeinde Leschnitz (Leśnica) im Powiat Strzelecki der Woiwodschaft Opole in Polen.

## Geographie
Das Straßendorf Lenkau liegt sechs Kilometer südöstlich von Leschnitz, 20 Kilometer südwestlich von Strzelce Opolskie (Groß Strehlitz) und 48 Kilometer südöstlich von Opole (Oppeln) in der Nizina Śląska (Schlesische Tiefebene). Durch Lenkau fließt der Łącka Woda. Das Dorf ist von zahlreichen Teichen und Waldgebieten umgeben.
Nachbarorte von Lenkau sind im Nordwesten  Leschnitz (Leśnica), im Norden Lichinia (Lichynia), im Nordosten Salesche (Zalesie Śląskie), im Südosten Cisowa (Czissowa) und im Westen Raschowa (Raszowa). 

## Geschichte

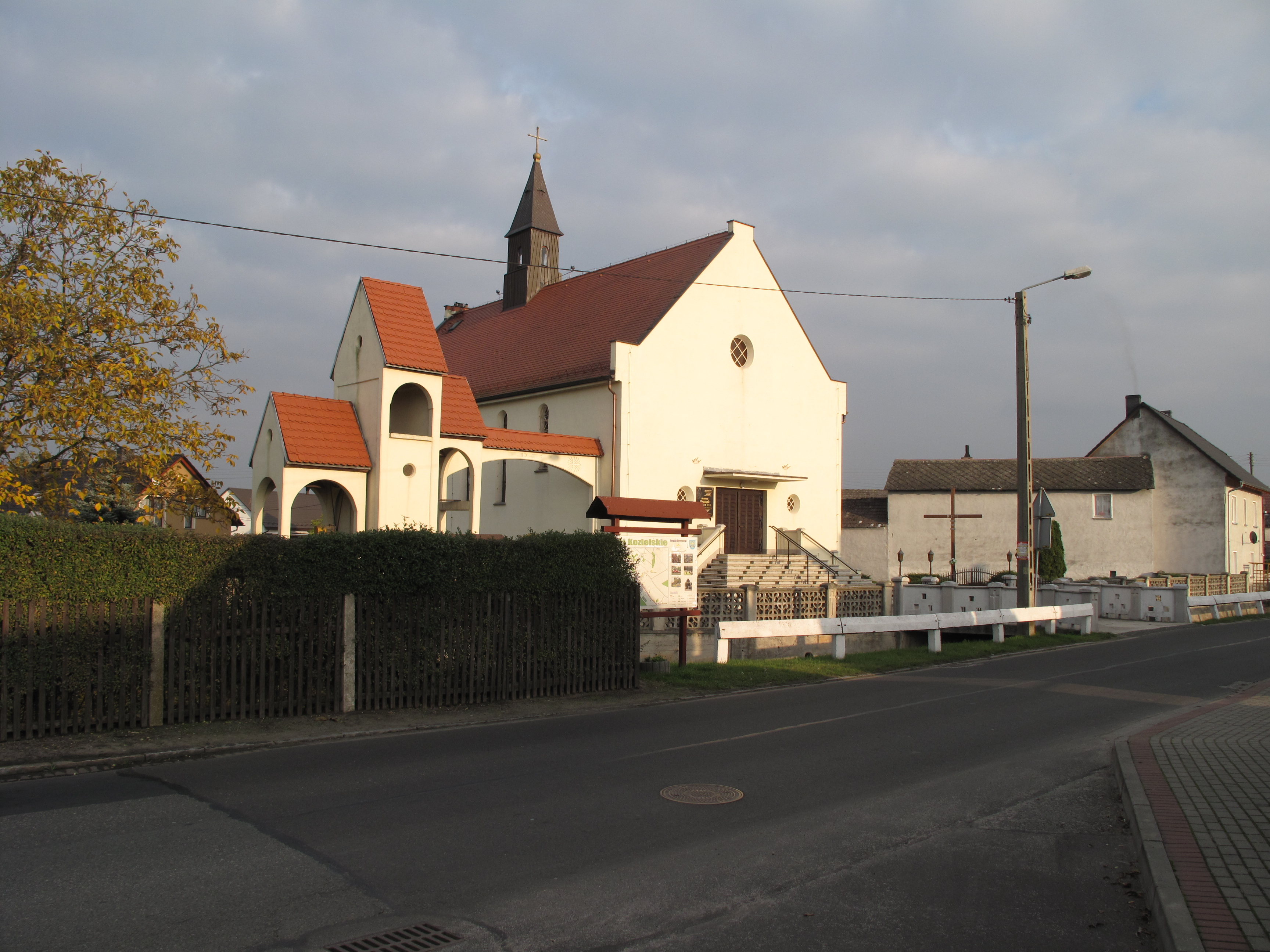
Kirche zu Ehren der Seligen Bronisława

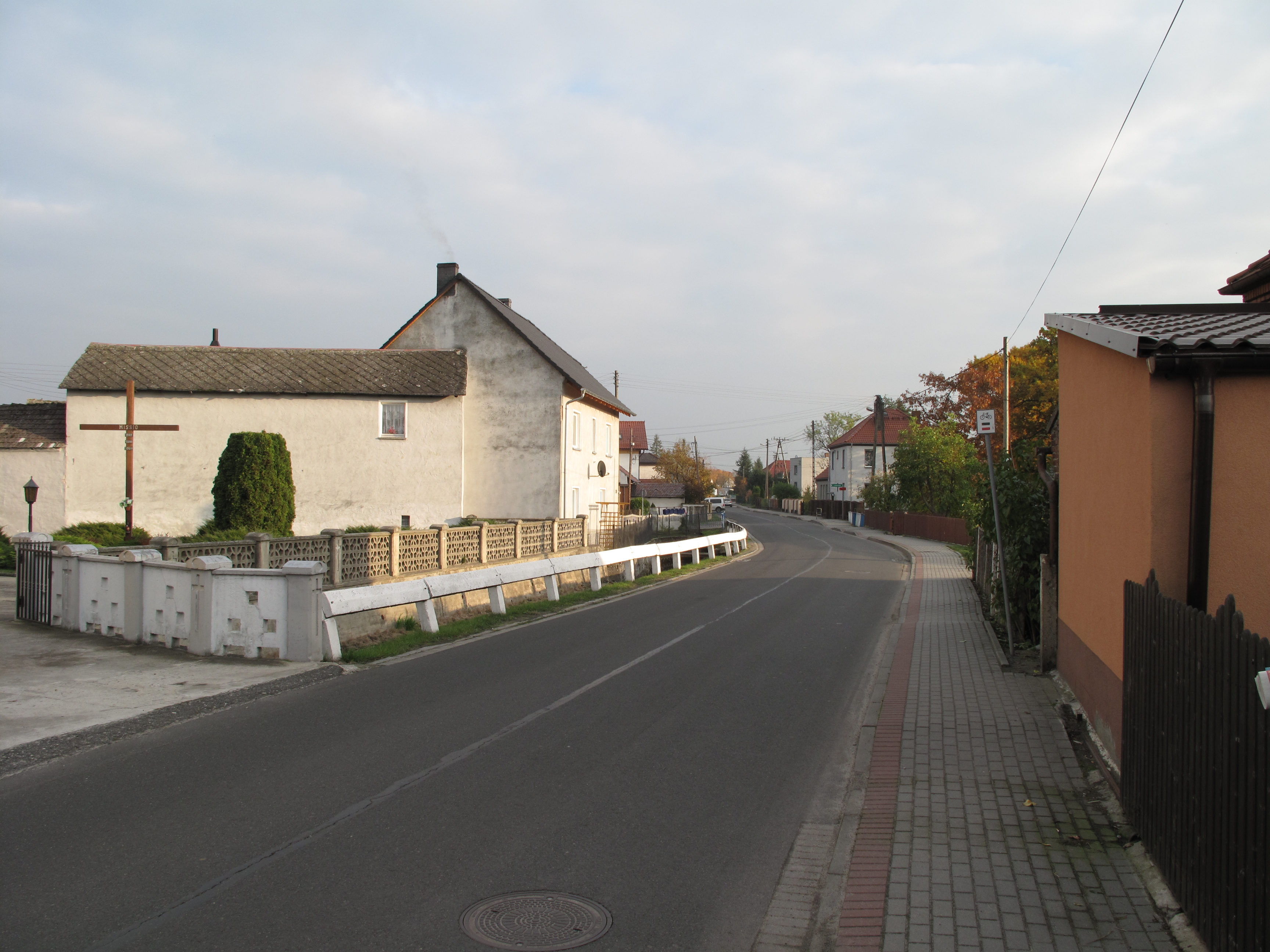
Ortsbild

Zum ersten Mal wurde Lenkau in einem Dokument aus dem Jahr 1336 erwähnt. Lenkau gehörte lange Zeit zur katholischen Pfarrei Rokitsch (Rokicie) – heute zu Raschowa. In den Visitationsprotokollen der Pfarrei aus dem 17. Jahrhundert wurde Lenkau als Lęki und Lenky erwähnt. Die Geschichte dieser Ortschaft ist eng mit der Stadt Cosel verbunden.
Nach dem Ersten Schlesischen Krieg fiel Lenkau 1742 mit dem größten Teil Schlesiens an Preußen. 1783 war Lenkau Latifundium von Cosel unter dem Besitzer Graf Plettenberg. 
Nach der Neuorganisation der Provinz Schlesien gehörte die Landgemeinde Lenkau ab 1816 zum Landkreis Cosel im Regierungsbezirk Oppeln. 1817 befanden sich zwei Gutshäuser in der Ortschaft, die der Familie Stwolinsky gehörten. 1843 wurden in Lenkau folgende Gebäude genannt: Schloss, Vorwerk, 3 Wassermühlen und 79 Privathäuser. Zur Ortschaft zählte auch die Kolonie Kuschofka. 1845 bestanden in Ort drei Wassermühlen, ein Schloss, eine königliche Unterförsterei und 79 Häuser. Im gleichen Jahr zählte Lenkau 550 Einwohner, davon 7 evangelisch. 1861 zählte Lenkau 643 Einwohner sowie 7 Bauern-, 12 Gärtner- und 52 Häuslerstellen. Eingepfarrt und eingeschult waren die Bewohner nach Rokitsch. 1874 wurde der Amtsbezirk Raschowa gegründet, welcher die Landgemeinden Januschkowitz, Lenkau, Raschowa, Rokitsch und Wielmierzowitz und die Gutsbezirke Januschkowitz, Lenkau, Raschowa, Rokitsch und Wielmierzowitz umfasste.
Bei der Volksabstimmung in Oberschlesien am 20. März 1921, die in der Gegend von bürgerkriegsähnlichen Zuständen begleitet wurde, stimmten in Lenkau 224 Personen für einen Verbleib bei Deutschland und 216 für Polen. Lenkau verblieb wie der gesamte Stimmkreis Cosel beim Deutschen Reich. Ab 1933 führten die neuen nationalsozialistischen Machthabern groß angelegte Umbenennungen von Ortsnamen slawischen Ursprungs durch. Am 26. April 1936 wurde der Ortsname Lenkau in Wolfswiesen geändert. Bis 1945 befand sich der Ort im Landkreis Cosel.
1945 kam der bisher deutsche Ort unter polnische Verwaltung und wurde in Łąki Kozielskie umbenannt und der Woiwodschaft Schlesien angeschlossen. 1950 kam der Ort zur Woiwodschaft Oppeln. Zwischen 1983 und 1987 wurde die Kirche zu Ehren der Seligen Bronisława errichtet. 1999 kam Lenkau zum Powiat Strzelecki. 2006 führte die Gmina Leśnica, der Lenkau als Ortsteil angehört, Deutsch als Hilfssprache und im Jahr 2008 zweisprachige Ortsbezeichnungen ein.

## Einwohnerentwicklung
Die Einwohnerzahlen von Lenkau:
| Jahr | Einwohner |
| ---- | --------- |
| 1783 | 185       |
| 1844 | 550       |
| 1855 | 539       |
| 1861 | 643       |

| Jahr | Einwohner |
| ---- | --------- |
| 1910 | 785       |
| 1933 | 790       |
| 1939 | 839       |
| 1996 | 467       |
| 2010 | 460       |

## Sehenswürdigkeiten

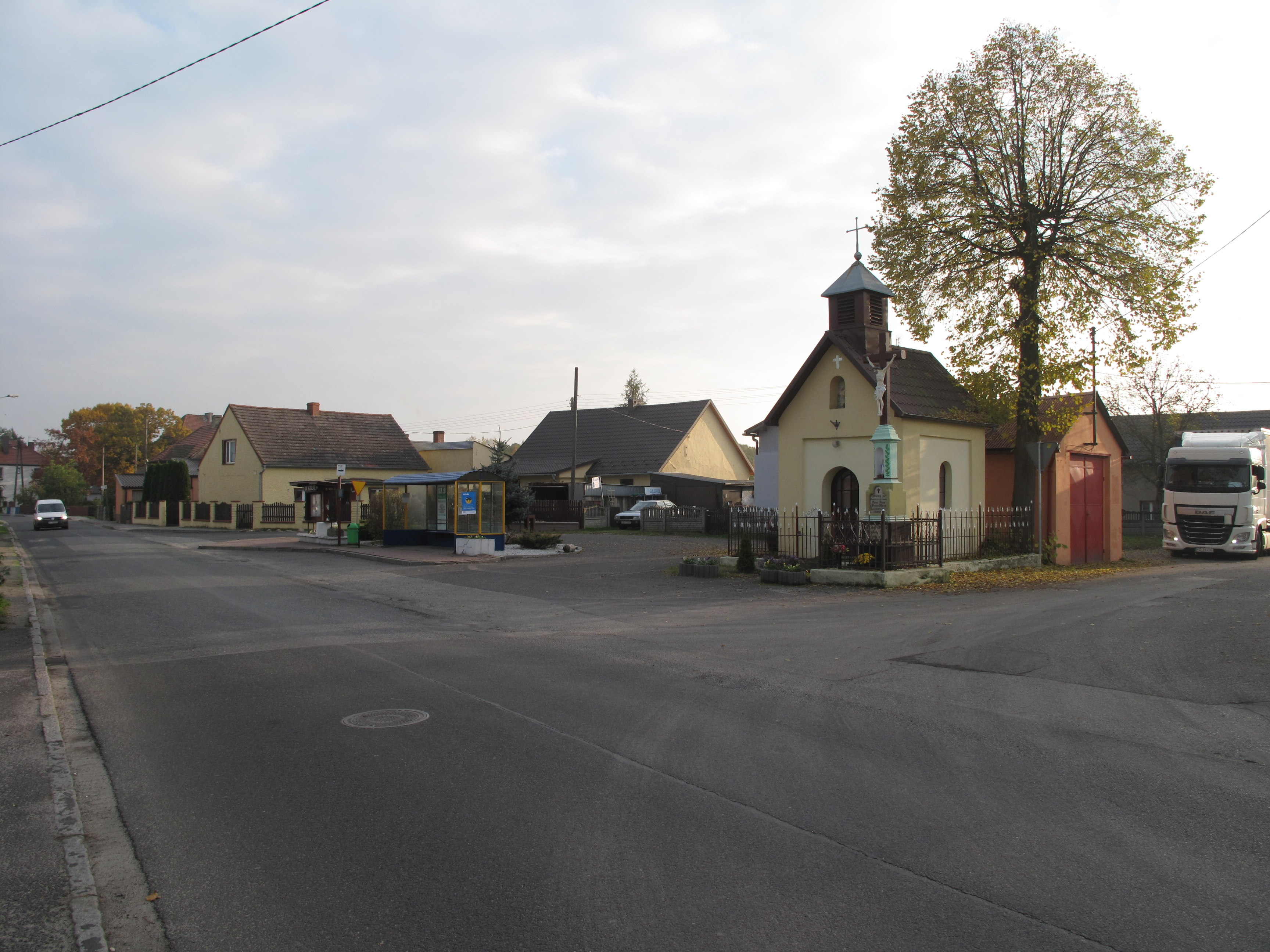
St.-Johannes-Kapelle

- Die römisch-katholische Kirche zu Ehren der Seligen Bronisława (poln. Kościół bł. Bronisławy) wurde zwischen 1983 und 1987 errichtet. Sie ist heute eine Filiale der Pfarrei in Raschowa.
- St.-Johannes-Kapelle aus dem 19. Jahrhundert
- Grab von polnischen Aufständischen aus dem Jahr 1921
- Steinernes Wegekreuz
- Hölzerne Wegekreuze

## Vereine
- Deutscher Freundschaftskreis
- Fußballverein LZS Łąki Kozielskie
- Freiwillige Feuerwehr OSP Łąki Kozielskie